# 皮慶延
皮慶延（朝鮮語: 피경연）は、中国元の将軍であり、朝鮮氏族の槐山皮氏の始祖である。皮慶延の本名は皮起光であり、号は靑陂である。
中国元で金紫光禄大夫と神慶衛大将を務めていたが、戦争に負けてトゴン・テムルの怒りを買い、家族とともに高麗に亡命し、恭愍王が皮慶延を槐山君に封じた。